# Misleševo
Misleševo (makedonska: Мислешево) är en ort i Nordmakedonien. Den ligger i den sydvästra delen av landet, 110 kilometer sydväst om huvudstaden Skopje. Misleševo ligger 695 meter över havet och antalet invånare är 1 988. Den ligger vid Ohridsjön.